# Jules Goda
Jules Stéphane Goda (Yaoundé, 1989. május 30. –) kameruni válogatott labdarúgó, aki jelenleg a Tours FC játékosa.

## Pályafutása
Tagja volt a győztes válogatottnak, amely a 2017-es afrikai nemzetek kupáján vett részt.

## Sikerei, díjai
- Kamerun
  - Afrikai nemzetek kupája: 2017